# Alena Mrnjavčević
Alena, također poznata kao Jelena, bila je supruga srpskog kralja Vukašina.
Godine 1365., Alena je postala kraljevska supruga Srbije jer je Vukašin postao suvladar cara Stefana Uroša V. Nejakog.
Vukašinova i Alenina djeca:
- Kraljević Marko
- Andrijaš Mrnjavčević
- Dmitar Mrnjavčević
- Ivaniš Mrnjavčević
- Olivera[1]